# Corcelles-les-Arts
Pour les articles homonymes, voir Corcelles.
Corcelles-les-Arts est une commune française située dans le département de la Côte-d'Or en région Bourgogne-Franche-Comté.

## Géographie

### Climat
Pour des articles plus généraux, voir Climat de la Bourgogne-Franche-Comté et Climat de la Côte-d'Or.
En 2010, le climat de la commune est de type climat océanique dégradé des plaines du Centre et du Nord, selon une étude du Centre national de la recherche scientifique s'appuyant sur une série de données couvrant la période 1971-2000. En 2020, Météo-France publie une typologie des climats de la France métropolitaine dans laquelle la commune est exposée à un climat océanique altéré et est dans la région climatique  Bourgogne, vallée de la Saône, caractérisée par un bon ensoleillement (1 900 h/an), un été chaud (18,5 °C), un air sec au printemps et en été et des vents faibles. 
Pour la période 1971-2000, la température annuelle moyenne est de 11,3 °C, avec une amplitude thermique annuelle de 17,9 °C. Le cumul annuel moyen de précipitations est de 748 mm, avec 11,1 jours de précipitations en janvier et 7,1 jours en juillet. Pour la période 1991-2020, la température moyenne annuelle observée sur la station météorologique de Météo-France la plus proche, « La Rochepot », sur la commune de La Rochepot à 9 km à vol d'oiseau, est de 10,6 °C et le cumul annuel moyen de précipitations est de 849,5 mm,. Pour l'avenir, les paramètres climatiques de la commune estimés pour 2050 selon différents scénarios d'émission de gaz à effet de serre sont consultables sur un site dédié publié par Météo-France en novembre 2022.

## Urbanisme

### Typologie
Au 1er janvier 2024, Corcelles-les-Arts est catégorisée commune rurale à habitat dispersé, selon la nouvelle grille communale de densité à 7 niveaux définie par l'Insee en 2022.
Elle est située hors unité urbaine. Par ailleurs la commune fait partie de l'aire d'attraction de Beaune, dont elle est une commune de la couronne,. Cette aire, qui regroupe 64 communes, est catégorisée dans les aires de 50 000 à moins de 200 000 habitants,.

### Occupation des sols
L'occupation des sols de la commune, telle qu'elle ressort de la base de données européenne d’occupation biophysique des sols Corine Land Cover (CLC), est marquée par l'importance des territoires agricoles (92,2 % en 2018), en diminution par rapport à 1990 (93,8 %). La répartition détaillée en 2018 est la suivante : 
terres arables (83,8 %), zones urbanisées (7,8 %), zones agricoles hétérogènes (7,7 %), prairies (0,8 %). L'évolution de l’occupation des sols de la commune et de ses infrastructures peut être observée sur les différentes représentations cartographiques du territoire : la carte de Cassini (XVIIIe siècle), la carte d'état-major (1820-1866) et les cartes ou photos aériennes de l'IGN pour la période actuelle (1950 à aujourd'hui).

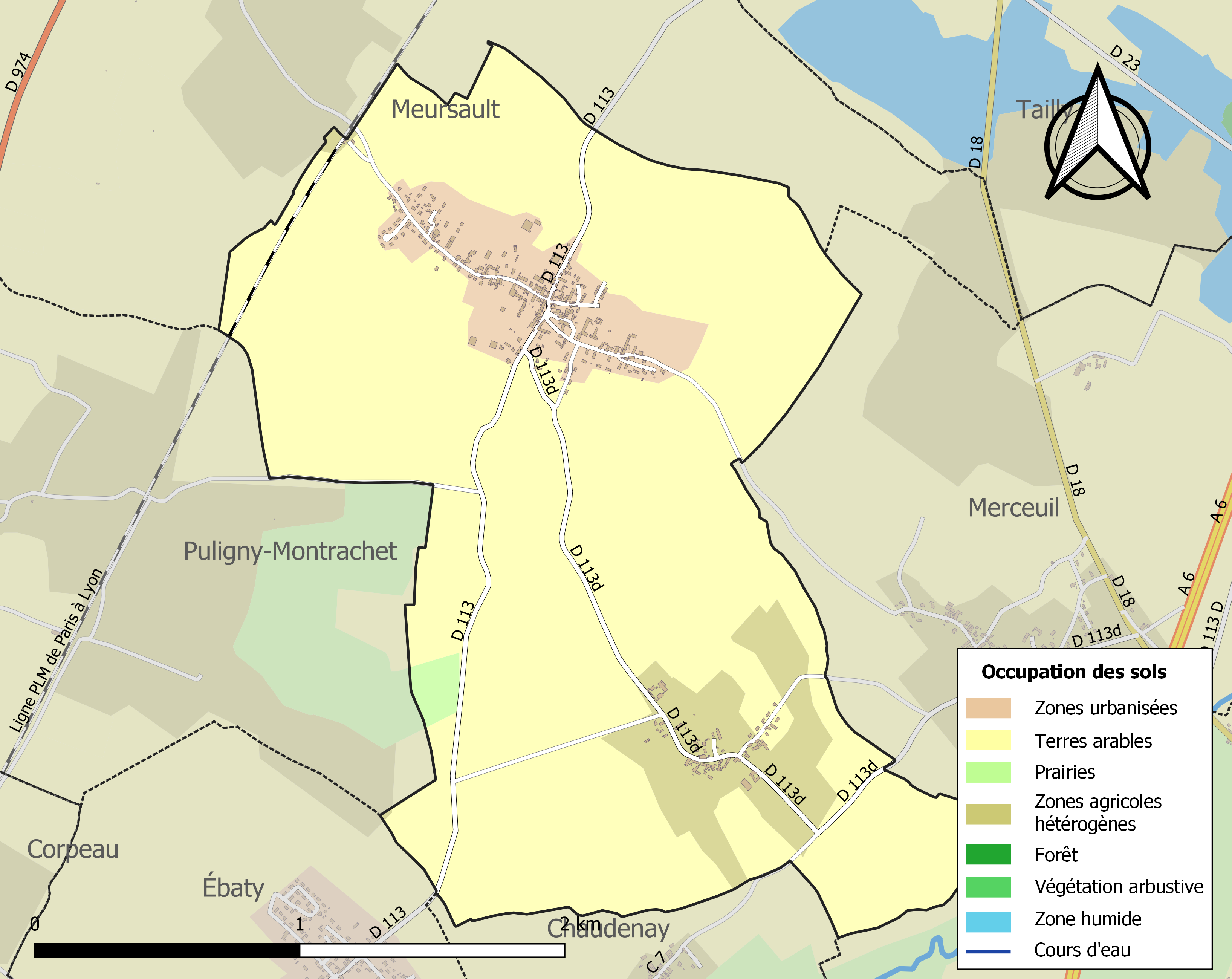
Carte des infrastructures et de l'occupation des sols de la commune en 2018 (CLC).

## Toponymie
L’étymologie vient du mot latin roman , cortem , du latin classique cohortem. Le mot latin est passé du sens de « groupe de soldats , cohorte » à celui de « groupe d’ habitations ». Le mot « cortem » a donné en français la « cour ». Avec le suffixe diminutif « cella » (au masculin , « cellum »). Le latin roman « corticella » désignait une petite exploitation agricole , un petit domaine.

## Politique et administration
| Période                                  | Période   | Identité            | Étiquette | Qualité |
| ---------------------------------------- | --------- | ------------------- | --------- | ------- |
| Les données manquantes sont à compléter. |           |                     |           |         |
| avant 1988                               | ?         | André Perrin        |           |         |
| mars 2001                                | mars 2008 | Marie-Claude Martin |           |         |
| mars 2008                                | En cours  | Christian Ghislain  |           |         |

## Démographie
L'évolution du nombre d'habitants est connue à travers les recensements de la population effectués dans la commune depuis 1793. Pour les communes de moins de 10 000 habitants, une enquête de recensement portant sur toute la population est réalisée tous les cinq ans, les populations de référence des années intermédiaires étant quant à elles estimées par interpolation ou extrapolation. Pour la commune, le premier recensement exhaustif entrant dans le cadre du nouveau dispositif a été réalisé en 2004.

En 2022, la commune comptait 435 habitants, en évolution de −7,84 % par rapport à 2016 (Côte-d'Or : +0,82 %, France hors Mayotte : +2,11 %).
| 1793 | 1800 | 1806 | 1821 | 1831 | 1836 | 1841 | 1846 | 1851 |
| ---- | ---- | ---- | ---- | ---- | ---- | ---- | ---- | ---- |
| 330  | 346  | 360  | 399  | 410  | 490  | 471  | 508  | 518  |

| 1856 | 1861 | 1866 | 1872 | 1876 | 1881 | 1886 | 1891 | 1896 |
| ---- | ---- | ---- | ---- | ---- | ---- | ---- | ---- | ---- |
| 533  | 525  | 524  | 482  | 460  | 450  | 410  | 407  | 385  |

| 1901 | 1906 | 1911 | 1921 | 1926 | 1931 | 1936 | 1946 | 1954 |
| ---- | ---- | ---- | ---- | ---- | ---- | ---- | ---- | ---- |
| 398  | 389  | 352  | 313  | 291  | 255  | 270  | 294  | 288  |

| 1962 | 1968 | 1975 | 1982 | 1990 | 1999 | 2004 | 2006 | 2009 |
| ---- | ---- | ---- | ---- | ---- | ---- | ---- | ---- | ---- |
| 266  | 230  | 229  | 295  | 375  | 409  | 478  | 475  | 468  |

| 2014 | 2019 | 2022 | - | - | - | - | - | - |
| ---- | ---- | ---- | - | - | - | - | - | - |
| 476  | 442  | 435  | - | - | - | - | - | - |

## Environnement
En raison de ses efforts pour la qualité de son environnement nocturne, la commune a été labellisée « Village 3 étoiles », en 2013. Le label est décerné par l'Association nationale pour la protection du ciel et de l'environnement nocturnes (ANPCEN) et compte 5 échelons. Un panneau, disposé aux entrées du village, indique cette distinction.

## Culture locale et patrimoine

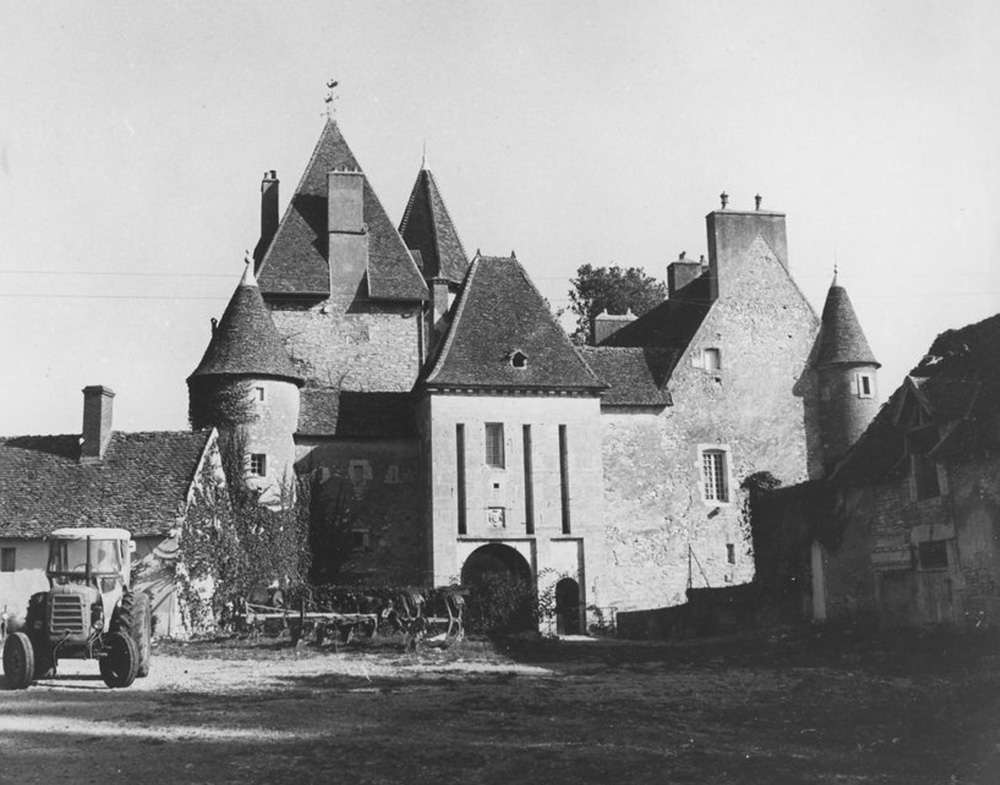
Le château de Corcelles-les-Arts.

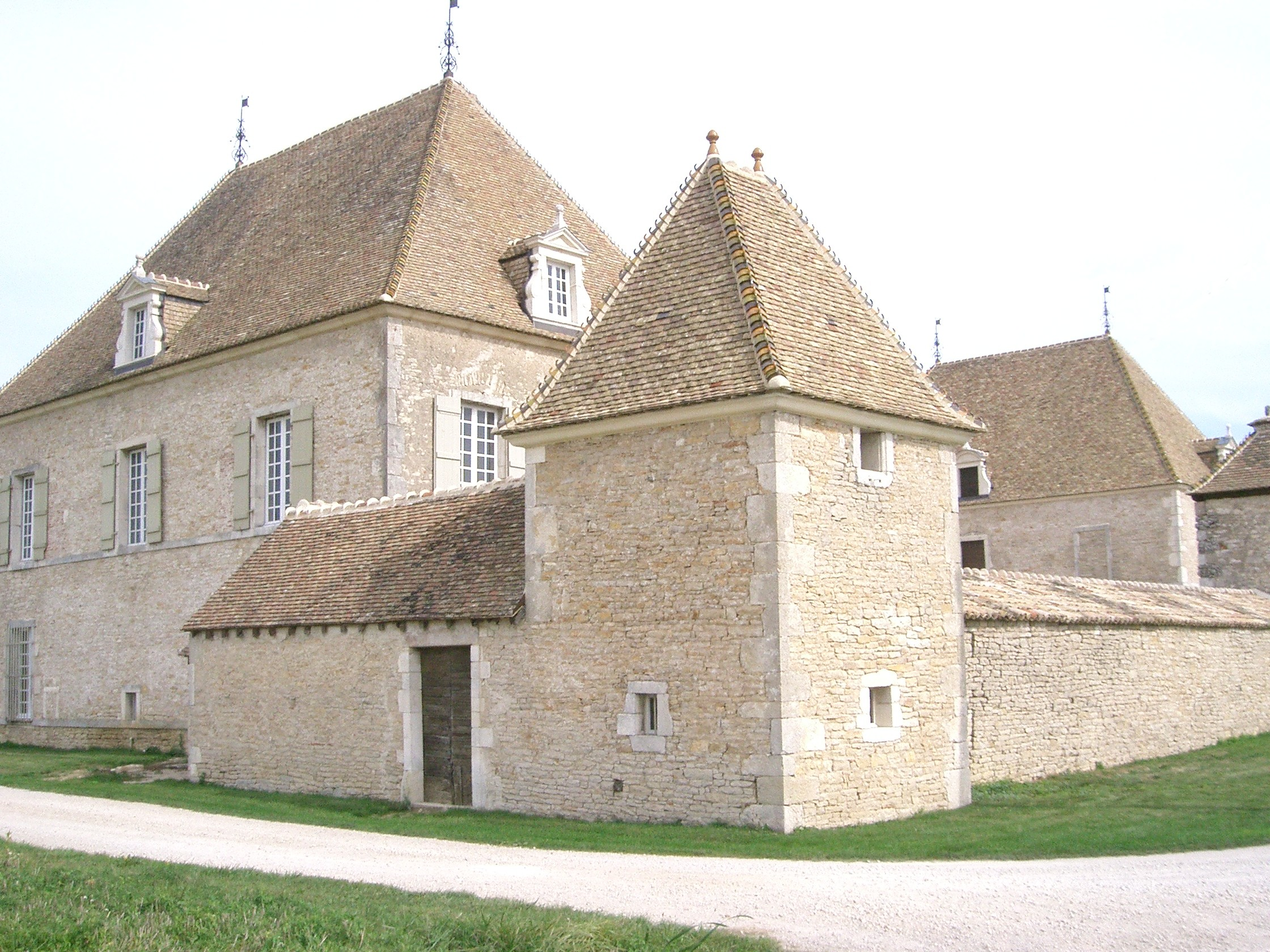
Le château de Masse (vue partielle).

### Lieux et monuments
- Le château de Corcelles : Un château des XVe et XVIe siècles fait l’objet d’une inscription au titre des monuments historiques depuis 1976[18].
- Le château de Masse[19]: Ce château, propriété privée restaurée et habitée, constitue un ensemble de style classique édifié par la famille Loppin, roturiers puis petite noblesse de robe et d'Église, dans la deuxième moitié du XVIIe siècle en remplacement d'un ancien château vétuste à la sortie de Masse, sur la route de Corcelles-les-Arts.

Dessinant un carré ceint de murs marqué par un porche majestueux et de petites tours à chaque angle, le château de Masse se compose de deux pavillons symétriques autour d'une cour intérieure dont la partie postérieure est occupée par une grande construction à fonction de chai. Le territoire de Corcelles-les-Arts était en effet occupé pour une bonne part par des vignes de cépage gamay qui produisaient un vin de consommation courante jusqu'à la crise du phylloxéra à la fin du XIXe siècle.
- L'église Saint-Pierre et Saint-Paul, avec vitraux et cadran solaire restaurés en 2015.

### Personnalités liées à la commune
- Yves Jamait s'y rend après avoir accepté de donner son nom pour la salle des fêtes en 2017[20]

### Héraldique
| Blason | Blasonnement : D'azur à la tour d'or ouverte du champ, au chef parti de deux, coupé de un, de gueules et d'or. |